# Anne Bisang
Ne doit pas être confondu avec Laurence Bisang.
Anne Bisang, née le 22 novembre 1961 à Genève, est une metteur en scène et comédienne suisse.
Elle est la première femme à diriger la Comédie de Genève, de 1999 à 2011. Elle dirige ensuite le Théâtre populaire romand à La Chaux-de-Fonds à partir de 2014.

## Biographie

### Origines, enfance et études
Anne Bisang naît le 22 novembre 1961 à Genève. L'animatrice radio Laurence Bisang est sa sœur aînée. Leur père, un horloger vaudois, est un représentant de marques pour la Fédération horlogère suisse ; leur mère est ouvrière.
Elle grandit à Yokohama (Japon) de 1962 à 1967, où elle est scolarisée dans une école américaine, puis à Beyrouth (Liban) avant de revenir à Genève en 1971, au Grand-Lancy,,.
Elle étudie au Conservatoire de musique de Genève dès l'âge de 15 ans. Après avoir obtenu sa maturité gymnasiale, elle étudie à partir de 1983 à l'École supérieure d'art dramatique de Genève, dont elle sort diplômée en 1986.

### Parcours artistique et professionnel
Anne Bisang joue d’abord, en 1986, sous la direction de Bernard Meister, le rôle de Lisiska dans Le Diable et la Mort (La Danse macabre) de Frank Wedekind au Casino-Théâtre de Genève.
Elle est l'une des quatre cocréatrices en 1986 de la Compagnie du revoir, aux côtés de Franziska Kahl, Valérie Poirier et Sophie Bonhôte. Le collectif pratique « un théâtre visuel et militant, sensible à la représentation de la femme ». Après avoir réalisé WC dames, dénonciation du politiquement correct imposé aux femmes, à la Maison de quartier de La Jonction à Genève en 1987, puis Rumeur au La Bâtie-Festival de Genève, il se dissout en 1988, avant de se reformer en 1993. Anne Bisang met alors en scène Les Femmes et les enfants d’abord, issu d'une écriture collective.
Elle travaille comme comédienne, notamment en 1991 dans Les Crapauds de Gilbert Pingeon, mis en scène par François Rochaix à Cernier, dans le canton de Neuchâtel, et dans Cendrillon de Robert Walser, mis en scène par Martine Paschoud au Nouveau Théâtre de Poche. Elle reçoit une résidence au Théâtre Saint-Gervais de 1995 à 1998.
Elle est la première femme à diriger la Comédie de Genève, de juillet 1999 à juin 2011. Préférée notamment à Jean-Luc Bideau et Dominique Bluzet du fait de son projet de Centre dramatique populaire, elle succède à Claude Stratz à la tête de l'institution. Elle y crée 14 spectacles. Elle n'est pas reconduite pour un cinquième mandat en 2011. Durant sa période à la tête du théâtre, le nombre d'abonnements chute, mais la fréquentation reste stable grâce à un nouveau public, notamment plus jeune.
Elle est candidate en 2012 à la direction du Théâtre de Vidy, mais se voit préférer Vincent Baudriller.
Elle dirige le Théâtre populaire romand à La Chaux-de-Fonds à partir de 2014.

### Militantisme
Féministe engagée dès les débuts de sa formation à l'École supérieure d'art dramatique de Genève, elle fait partie du comité d'organisation genevois de la Grève des femmes du 14 juin 1991 (Collectif du 14 juin Genève).

### Vie privée
Elle vit en couple avec une femme,,.

## Mises en scène
- 2024 : Ça commence par le feu de Magali Mougel, au Théâtre populaire romand[21]

- 2022 : L'art de la comédie d'Eduardo De Filippo, au Théâtre populaire romand[22]
- 2021 : Qui a peur de Virginia Woolf ? d'Edward Albee au Théâtre de Poche de Genève[23],[24]
- 2020 : Small g : une idylle d’été (en) de Patricia Highsmith, adapté par Mathieu Bertholet, à la Comédie de Genève[25],[26]
- 2017 : Elle est là de Nathalie Sarraute, au Théâtre de l'Orangerie à Genève[27],[28]
- 2012 : Desperate Alkestis d'après Alceste d'Euripide, au Théâtre du Grütli à Genève[9],[29]
- 2011 : Katharina de Jérôme Richer (adaptation de L'Honneur perdu de Katharina Blum d'Heinrich Böll), à la Comédie de Genève[30]
- 2010 : Barbelo, à propos de chiens et d’enfants de Biljana Srbljanović au Nouveau Théâtre de Montreuil[31]
- 2008 : Salomé d'Oscar Wilde à la Comédie de Genève, avec Lolita Chammah[32]
- 2008 : Les Corbeaux d'Henry Becque, à la Comédie de Genève, avec Yvette Théraulaz[33]
- 2006 : Mephisto de Mathieu Bertholet, d'après Klaus Mann, à la Comédie de Genève, avec Christophe Grégoire[34]
- 2003 : Sainte Jeanne de George Bernard Shaw, à la Comédie de Genève[35]
- 2002 : Roméo et Juliette de Shakespeare, à la Comédie de Genève[36],[37]
- 2002 : La Griffe d'Howard Barker, à la Comédie de Genève[38]
- 2001 : Les Larmes amères de Petra von Kant de Fassbinder, à la Comédie de Genève[2]
- 1999 : Sorcières de Joël Pasquier, à la Comédie de Genève[39]
- 1997 : Annemarie Schwarzenbach d'Hélène Bezençon, au Théâtre Saint-Gervais de Genève puis tournée en Suisse en 1998 et 1999[2]
- 1996 : Tableau d'une exécution d'Howard Barker, au Théâtre Saint-Gervais de Genève[2]
- 1994 : Gouttes dans l’océan de Fassbinder, au Théâtre du Grütli à Genève[2]

## Distinction
- 2018 : Prix suisse de théâtre[40]